# Pakham (huyện)
Pakham (tiếng Thái: ปะคำ) là một huyện (‘‘amphoe’’) in the southwestern part thuộc tỉnh Buriram, đông bắc Thái Lan.

## Địa lý
Các huyện giáp ranh (từ phía bắc theo chiều kim đồng hồ) là Non Suwan, Nang Rong, Lahan Sai, Non Din Daeng của tỉnh Buriram và Soeng Sang của tỉnh Nakhon Ratchasima.

## Lịch sử
Tiểu huyện (King Amphoe) đã được thành lập ngày 1 tháng 12 năm 1978, khi ba tambon Pakham, Thai Charoen and Nong Bua được tách khỏi Lahan Sai. Đơn vị này đã được nâng thành huyện ngày 15 tháng 3 năm 1985.

## Hành chính
Huyện này được chia thành 5 phó huyện (tambon), các đơn vị này lại được chia thành 74 làng (muban). Pakham là một thị trấn (thesaban tambon) nằm trên một phần của tambon Pakham. Có 5 tổ chức hành chính tambon (TAO).
| Số TT | Tên          | Tên tiếng Thái | Số làng | Dân số |  |
| ----- | ------------ | -------------- | ------- | ------ |  |
| 1.    | Pakham       | ปะคำ           | 9       | 6.782  |  |
| 2.    | Thai Charoen | ไทยเจริญ        | 14      | 6.922  |  |
| 3.    | Nong Bua     | หนองบัว         | 11      | 5.914  |  |
| 4.    | Khok Mamuang | โคกมะม่วง       | 21      | 13.165 |  |
| 5.    | Hu Thamnop   | หูทำนบ          | 19      | 10.663 |  |